# ديل أور نو ديل (النسخة اللبنانية)
ديل أور نو ديل، هو نسخة اللبنانية، من البرنامج العالمي الشهير «صفقة أو لا صفقة (Deal or No Deal)» عرض على شاشة أم.تي.في اللبنانية. قدمه الإعلامي ميشال سنان، الذي قدم سابقا النسخة العربية منه وقيمة الجائزة المقدمة 200.000.000 ليرة لبنانية.
بدأ البرنامج في 20 تشرين الأول 2009 وأستمر حتى 7 حزيران 2010، وسجل في استوديوهات شركة ستوديو فيجن، التابعة للقناة في منطقة النقاش، أحد ضواحي مدينة بيروت. وأعتمدت النسخة الأمريكية من البرنامج.

## طريقة اللعب
وتقوم المسابقة على فكرة اخفاء ستة عشرين رقما ماليا يتراوح من الخمسين ل.ل. إلى مئتين مليون ل.ل. في حقائب تحملها 26 صبية، من أجمل صبايا لبنان، كما يقول المقدم في بداية كل حلقة. الصبايا يبقين واقفات على مدرج أمام المتسابق، الذي اختير بعد أجراء مقابلات مع جميع الذي تقدموا للاشتراك. في البداية يقوم المتسابق باختيار الحقيبة التي يريد أن يلعب عليها؛ تقوم الصبية التي تحملها بالنزول ووضعها على طاولة بقربه.
في هذه النسخة المتسابق يبقى طوال البرنامج واقف، كما يستطيع أن يصطحب معه ثلاثة أشخاص يعرفهم لكي يدعموه ويساعدوه في اتخاذ القرار الأنسب عندما يحتاج، وهم يبقون جالسون على أريكة بقربه.
المسابقة مؤلفة من تسعة مراحل كتالي:
- المرحلة الأولى: تفتح فيها 6 حقائب
- المرحلة الثانية: تفتح فيها 5 حقائب
- المرحلة الثالث: تفتح فيها 4 حقائب
- المرحلة الرابعة: تفتح فيها 3 حقائب
- المرحلة الخامسة: تفتح فيها حقيبتان
- المرحلة السادسة: تفتح فيها حقيبة واحدة
- المرحلة السابعة: تفتح فيها حقيبة واحدة
- المرحلة الثامنة: تفتح فيها حقيبة واحدة
- المرحلة التاسعة والأخيرة: تفتح فيها حقيبة واحدة

بعد كل مرحلة، يجري البنك اتصالا هاتفيا ليعرض عى المشترك مبلغ مغريا من المال لكي يبيع حقيبته ويغادر البرنامج. أمام المتسابق زر مضيء لونه أحمر وفوقه غطاء شفاف. بعد معرفة عرض البنك، يطرح المقدم السؤال الرئيسي في المسابقة ديل اور نو ديل؟.
إذا المتسابق لا يريد العرض، عليه أن ينزل الغطاء على الزر وقول نو ديل!؛ أما إذا يريد المبلغ فعليه الضغط على الزر ويقول ديل! ويخرج من الللعب مع مبلغه.
هنا ميشال سنان يقوم بدورالوسيط بين المشترك والبنك، من خلال المحادثة الهاتفية التي ستحدث خلال مجريات البرنامج، فهو يقوم بنقل العرض فقط للمتسابق، دون أي تأثير أو ضغط.

## سلسلة المبالغ اموجودة داخل الحقائب
| القائمة اليسرى | القائمة اليمنى   |
| -------------- | ---------------- |
| 50 ل.ل.        | 1.000.000 ل.ل.   |
| 100 ل.ل.       | 1.500.000 ل.ل.   |
| 500 ل.ل.       | 2.000.000 ل.ل.   |
| 1.000 ل.ل.     | 3.000.000 ل.ل.   |
| 3.000 ل.ل.     | 4.000.000 ل.ل.   |
| 5.000 ل.ل.     | 5.000.000 ل.ل.   |
| 10.000 ل.ل.    | 10.000.000 ل.ل.  |
| 20.000 ل.ل.    | 25.000.000 ل.ل.  |
| 50.000 ل.ل.    | 50.000.000 ل.ل.  |
| 100.000 ل.ل.   | 75.000.000 ل.ل.  |
| 250.000 ل.ل.   | 100.000.000 ل.ل. |
| 500.000 ل.ل.   | 150.000.000 ل.ل. |
| 750.000 ل.ل.   | 200.000.000 ل.ل. |

## الصبايا
| - حقيبة رقم 1: سارة - حقيبة رقم 2: ويندي - حقيبة رقم 3: تينا - حقيبة رقم 4: دانييلا - حقيبة رقم 5: نورا - حقيبة رقم 6: استيفاني - حقيبة رقم 7: ناديا - حقيبة رقم 8: كريستيل - حقيبة رقم 9: إيليز - حقيبة رقم 10: كلويه | - حقيبة رقم 11: رنا - حقيبة رقم 12: أنجيلا - حقيبة رقم 13: ريمي - حقيبة رقم 14: نبيلة - حقيبة رقم 15: لوريس - حقيبة رقم 16: كلارا - حقيبة رقم 17: ڤانيسا - حقيبة رقم 18: ڤاليري - حقيبة رقم 19: مابيل - حقيبة رقم 20: جنيڤييڤ | - حقيبة رقم 21: نادين - حقيبة رقم 22: جنيفر - حقيبة رقم 23: جيني - حقيبة رقم 24: جيسيكا - حقيبة رقم 25: أوديت - حقيبة رقم 26: ليال - صبية بديلة 1: كاترين - صبية بديلة 2: سينتيا |

## الرابحون
لم يفز أحد بجائزة البرنامج الكبرى، ولكن حقيبة المئتان مليون ظهرت بحوزة مشترك وحيد، هي ديمة الحاج في 05 نيسان 2010، التي لم تكمل المسابقة وانسحبت مع قبول المبلغ الذي عرض عليها الذي كان قدره 120 مليون ل.ل..